# Kosihy nad Ipľom
Kosihy nad Ipľom (in ungherese Ipolykeszi) è un comune della Slovacchia facente parte del distretto di Veľký Krtíš, nella regione di Banská Bystrica.